# 泽利姆汉·扬达尔比耶夫
泽利姆汉·阿卜杜穆斯林莫维奇·扬达尔比耶夫（羅馬化：Yandarbin Abdulmusliman-khant Zelimxan；1952年9月12日—2004年2月13日）车臣兒童文學作家、政治家，1996年至1997年间曾担任伊奇克里亚车臣共和国总统。2004年4月29日，因俄罗斯格鲁乌人员对其发动的暗杀行动不治身亡。

## 生平[1][2]
1952 年出生於哈薩克斯坦。17 歲時，他開始工作先是一名體力勞動者、泥瓦匠，然後擔任司鑽的助理。後來他搬到了車臣，並於 1981年畢業於車臣-印古什國立大學。他曾擔任校對員，然後擔任車臣-印古什圖書出版社的生產部門負責人。他是格羅茲尼文學圈的成員，他用車臣語創作詩歌和散文。
1989年，任車臣-印古什蘇維埃社會主義自治共和國作家聯盟文學顧問。
1990年5月，他組織並領導了瓦伊納赫民主黨，目標是「建立一個獨立的民主國家」。
自1990年11月起，澤利姆汗一直擔任車臣人民全國代表大會執行委員會副主席，是杜達耶夫將軍最親密的助手之一。
1991年至1993年，在第一屆車臣議會中，揚達爾比耶夫擔任媒體和言論自由委員會主席，並因關閉多家報紙而在這一職位上表現出色。
1992年初，他參與繳獲駐車臣俄羅斯軍隊的武器，他是車臣與俄羅斯分離的堅定支持者。 
1992年，揚達爾比耶夫率伊奇克里亞车臣議會代表團與俄羅斯聯邦最高蘇維埃代表團進行談判。 
1992年7月，澤利姆汗·揚達爾比耶夫（Zelimkhan Yandarbiev）指控車臣議會代表叛國並協助俄羅斯情報部門。 
1993年4月，他支持焦哈爾·杜達耶夫總統解散議會、車臣憲法法院和格羅茲尼市議會的決定，並根據杜達耶夫令，被任命為車臣代理副總統。 1993年10月1日，有人企圖殺害他－當揚達爾比耶夫在他家附近下車時，不明身分的人用槍管下的榴彈發射器向他發射了兩枚手榴彈。然而，沒有人受傷。
1996年4月，前任焦哈爾·杜達耶夫遇刺後，他出任伊奇克里亞车臣共和国代理總統。1996年5月下旬，揚達爾比耶夫率領車臣代表團會見了俄羅斯總統鮑里斯·葉爾欽和俄羅斯總理維克多·切爾諾梅爾金。1996 年 5 月 27 日双方最終簽署了一項停火協議。
1996年8月16日，揚達爾比耶夫和安理會秘書列貝德將軍宣布成立监查委員會，以監督停火條件的遵守情況。
1997年1月27日，延達爾比耶夫在車臣共和國總統選舉中獲得10.1%的選票，拒絕與獲勝的阿斯蘭·馬斯哈多夫合作，倒向反對派。
1999年10月，他被任命為伊奇克里亞總統馬斯哈多夫的個人特使在穆斯林國家的全權代表。
2000年1月，他成為伊奇克里亞駐阿富汗代表，在那裡他會見了塔利班運動領導人毛拉·奧馬爾和基地組織頭目奧薩馬·本·拉登。在這些會議期間，塔利班政权正式承認伊奇克里亞车臣共和国。
2001年以來，他因恐怖主義和與世界上最大的恐怖組織有聯繫而被列入國際通緝名單。
2002年10月31日，俄羅斯以三項罪名對他提起刑事訴訟：參與武裝叛亂、參與非法武裝團體、企圖殺害執法人員。揚達爾比耶夫被列入俄聯邦和國際通緝名單，
2003年7月，聯合國安理會制裁塔利班、基地組織及相關人員委員會在俄羅斯的建議下，將揚達爾比耶夫列入其名單。該委員會的決定迫使聯合國成員國凍結揚達爾比耶夫的帳戶，禁止他向他提供任何經濟援助，並禁止他進入或過境其領土，但卡達拒絕對這位車臣前總統採取任何措施，并授予他难民身份。
2004年2月13日，在卡達首都多哈，澤利姆汗·揚達爾比耶夫與兩名保鏢和他13歲的兒子達烏德(Daoud)從清真寺返回家中时一輛汽車發生爆炸。保镖當場死亡，兒子受傷，他被送往醫院，傷勢嚴重，死在手術台上。当日晚，卡達駐莫斯科大使館正式向俄羅斯外交部通報伊奇克里亞前總統、詩人、自稱「車臣獨狼」澤利姆汗‧揚達爾比耶夫去世的消息。車臣共和國總統艾哈邁德·卡德羅夫表示，這名男子的死亡將導致東部地區反車臣和反俄宣傳的下降，但不會改變車臣本身的行動局勢，死者曾在車臣境內發動攻擊，沒有影響。
卡達當局最后在俄罗斯使馆别墅抓获3人。结果只定罪了兩名俄羅斯人：瓦西里·博加喬夫和阿納托利·別拉什科夫，二人是俄罗斯总参情报局特种部队成员，莫斯科始終堅稱他們是無辜的，聲稱其特工在多哈為國際反恐戰爭收集情報。另外一人是俄羅斯駐卡達大使館前一等秘書亞歷山大·費蒂索夫，则因外交人员身份被釋放並被驅逐出境。根據卡達法律，兩人因謀殺揚達爾比耶夫而被判處終身監禁。美國情報機構向卡達當局提供了針對別拉什科夫和博加喬夫的大量證據，以致後者的律師無能為力。
俄羅斯特工部門的報復行動是在莫斯科機場逮捕了三名卡達公民。他们是運動員伊巴德·艾哈邁德、易卜拉欣·艾哈邁德和易卜拉欣·米達希。拘留的官方原因是運送未申報的貨幣。在 2004 年 3 月俄羅斯聯邦總統和卡達埃米爾通電話之後，卡達公民隨後与俄羅斯特工別拉什科夫和博加喬夫进行交换。2名俄羅斯人於十二月回國。在機場，2人受到了特別的禮遇。2005年，一名俄羅斯官員表示，兩名在卡達被判暗殺車臣前總統的俄羅斯特工目前下落不明。

## 外部連結
- Obituary: Zelimkhan Yanderbiyev （页面存档备份，存于）
- OBITUARY: Zelimkhan Yandarbiyev （页面存档备份，存于）